# Punta de s'Esperó
Punta de s'Esperó (ibland Punta de la Mola) är en udde i Spanien. Den ligger i regionen Balearerna, på den östligaste delen av Menorca. Udden är Spaniens östligaste punkt.
Terrängen inåt land är platt.  Närmaste större samhälle är Maó, 5,8 km västerut. 